# Czerwoni
Die Czerwoni (Stronnictwo czerwonych, dt.: „Die Roten“, „Rote Partei“) waren eine Fraktion der polnischen Aufständischen während des Januaraufstands 1863. Sie waren radikale demokratische Aktivisten, die den Ausbruch des Aufstands von Anfang an unterstützten und sich für die Abschaffung der Leibeigenschaft in Kongresspolen und dem künftigen unabhängigen Polen ohne Entschädigung der Grundbesitzer, eine Landreform und weitere substanzielle soziale Reformen einsetzten. Dies stand im Gegensatz zu den Biali („Die Weißen“), die den Aufstand erst unterstützten, als dieser bereits im Gange war. Sie befürworteten zwar ebenfalls die Abschaffung der Leibeigenschaft, forderten aber gleichzeitig eine Entschädigung der Grundbesitzer.
Die Roten repräsentierten im Allgemeinen liberale Intellektuelle, während die Weißen sich auf progressive Großgrundbesitzer stützten. Die Roten hatten ihren Sitz in Warschau und konzentrierten sich auf die Medizinisch-Chirurgische Akademie (Akademii Medyko-Chirurgicznej), während die Weißen ihre Basis in Krakau hatten. Das Zentrale Nationalkomitee (Komitet Centralny Narodowy) bildete die Führungsbasis der Fraktion.

## Mitglieder
- Oskar Awejde
- Stefan Bobrowski
- Jarosław Dąbrowski[1]
- Apollo Korzeniowski[1][2]
- Agaton Giller
- Ludwik Mierosławski
- Zygmunt Padlewski
- Bronisław Szwarce